# Neotrichia armata
Neotrichia armata is een schietmot uit de familie Hydroptilidae. De soort komt voor in het Neotropisch gebied.